# Kiss FM (Україна)
KISS FM — українська комерційна музична радіостанція. Вперше вийшла в етер 25 жовтня 2002 року. В ефірі звучить електронна та танцювальна музика різних напрямків, а також радіошоу та живі мікси.
Kiss FM позиціонує себе як танцювальна радіостанція. В денний час на радіо серед музичних блоків присутні інформаційно-розважальні програми. До жовтня 2016 року після 19:00 і до ранку в ефірі звучали подкасти резидентів Kiss FM, але після введення квот на україномовну музику радіостанція змушена була закрити блок подкастів Kiss FM Night Club. Пізніше радіостанція відновила вихід радіошоу, проте вже у денний час з 14:00 до 15:00 під назвою KISS.CLUB.MIX. З 2023 року виходять тільки гостьові мікси резидентів радіостанції.

## Історія
Радіостанція розпочала тестове мовлення 20 січня 1994 року як «Радіо ЮТаР». Тестовим матеріалом була звукова доріжка телеканалу «MTV Europe». Такий «телевізійний» тест на частоті 106,5 МГц тривав до початку березня.
Мовлення станції було дуже оригінальним: в ефірі часом транслювалися цілі альбоми — від початку до кінця. Зокрема, саме на цій хвилі в Києві вперше зазвучало те, що згодом стали називати словом «шансон». 7 березня 1994 року в ефірі з'явилися джингли і заставки, які ідентифікували канал як проєкт «РІКА-Студіо».
Мовила радіостанція мало — лише 12 годин на добу, але при цьому почала випускати в ефір авторські програми: хіт-парад української музики «Сімка» (перший подібний проєкт в київському комерційному радіоефірі), «Арт-компані» (інтерв'ю з музикантами і працівниками сфери шоу-бізнесу), «Rhythmic Top Show» (музика в стилі disco), а також новини від УНІАР, Економічний дайджест і аналог модного на той час проєкту «Телегазета» — «Radio Market». Також на хвилях радіостанції виходили анонси програм телеканалу «ЮТаР».
31 травня мовлення на частоті 106,5 МГц несподівано припинилося і відновилося лише 15 грудня — знову з тесту «MTV Europe». 27 грудня 1994 року розпочалося повноцінне мовлення «Радіо ЮТаР».
Змінився формат радіостанції — музика вже не звучала цілими дисками, все прийшло у відповідність до загальноприйнятих стандартів FM-мовлення. 16 лютого 1995 року на «Радіо ЮТаР» з'явилися ді-джейські лінійні ефіри.
У вересні 1995 року програми радіостанції зазвучали в Одесі (101,8 МГц) та Миколаєві (102,1 МГц). У лютому 1996 року станція розпочала мовлення в Черкасах (105 МГц), а в червні того ж року — у Тернополі (105,3 МГц). На 1997 рік станція вела мовлення також у Харкові (102,6 МГц), а крім того — на хвилях місцевих радіостанцій у Запоріжжі (103,7 МГц) та Чернівцях (67,97 МГц).
Також планувався запуск радіостанції у Львові, Полтаві, Дніпропетровську, Донецьку та ряді інших міст, але «Радіо ЮТаР» там так і не з'явилося. Причин тому було декілька. По-перше, для роздачі сигналу станція використовувала радіорелейні лінії, а для його ретрансляції — державні телерадіовежі, що обходилося дуже дорого. Крім того, телерадіокорпорацію «ЮТаР», частиною якої була радіостанція, пов'язували з ім'ям опального Павла Лазаренка. А потім стався юридичний поділ єдиної корпорації на окремі телебачення і радіо «ЮТаР». Зрештою, передавачі «Радіо ЮТаР» стали поступово вимикатися.
У ряді міст місцеві філії радіостанції розпочали самостійне мовлення — зокрема, це сталося в Одесі та Черкасах. Восени 1998 року харківське представництво радіостанції запустило в ефір ретрансляцію московського радіо «Europa Plus». У листопаді 2000 року «Радіо ЮТаР» припинило мовлення у Миколаєві, а в грудні того ж року там зазвучали програми одеської студії, що перетворилася на радіо для автомобілістів — «Автомобільне радіо ЮТаР». У Тернополі мовлення «Радіо ЮТаР» формально було припинено на вимогу місцевих патріотів через «невиконання станцією закону про мови».
У лютому 1999 року у Києві розпочалась ретрансляція «АвтоМобільного радіо ЮТаР» з Одеси. Станція презентувала себе не тільки як радіо для автолюбителів, але й для власників мобільних телефонів. З їх допомогою слухачі могли повідомляти ситуацію про затори й пости ДАІ прямо із авто, замовити пісню або взяти участь у вікторині. На той час станція тісно співпрацювала з мобільним оператором «UMC» — для його абонентів навіть існував спеціально виділений окремий номер для дзвінків в ефір.
Крім Одеси, Миколаєва та Києва «АвтоМобільне радіо ЮТаР» періодично з'являлося також в ефірі черкаського «Радіо ЮТаР», але більшу частину часу мовлення в Черкасах велося з власної студії в окремому форматі (відповідно до інформації тодішнього керівництва станції — з технічних причин). Планувався також запуск одеського ефіру у Харкові, Львові та низці інших міст. Але цього не сталося, зате видозмінювалася музична складова ефіру радіостанції.
Якщо спершу на хвилях «АвтоМобільного радіо ЮТаР» звучала здебільшого ретро-музика, то на зламі тисячоліть станція почала транслювати виключно модні танцювальні хіти. 1 грудня 2000 року «АвтоМобільне радіо ЮТаР» провело ребрендинг — станція перетворилася на радіо «Авто FM». Спочатку даний проєкт планувалося запустити на інших, нових частотах, окремої телерадіокомпанії «Пілот Україна». Зрештою, «Авто FM» розпочало мовлення на частотах «Радіо ЮТаР».
Навесні 2002 року центр мережі «Радіо ЮТаР» знову перемістився до Києва — мережа перейшла під управління холдингу ТАВР Медіа і змінила позивні на «Kiss FM». 2 квітня 2002 року радіостанція зазвучала у Києві, 10 квітня — в Черкасах, 22 квітня — у Миколаєві, 28 квітня — в Одесі.
На початку свого існування «Kiss FM» транслював легкі хіти поп-музики і презентував себе слухачам як «радіо кохання», «радіо для закоханих». В її логотипі був присутній відбиток поцілунку. Однак станція не викликала особливого інтересу у слухачів. У жовтні 2002 року «Kiss FM» змінив музичний формат і концепцію, перетворившись на танцювальне радіо — Dance radio «Kiss FM».
У танцювальному форматі радіостанція приростала не тільки слухачами, а й містами. 12 листопада 2002 року програми Dance radio «Kiss FM» зазвучали у Харкові на частоті 102,4 МГц. В подальшому станція продовжила розбудову мережі по Україні — як на власних частотах, так і на частотах радіостанцій-партнерів.
У 2010 році радіостанція подала заявку на реєстацію товарного знаку Kiss FM в Росії, реєстрація якого була закінчена в грудні 2011 року, і вже протягом 2012 року мала розпочати мовлення у Москві, проте цього так і не сталося.
З 2012 року радіостанція плідно співпрацювала з телеканалом М-1 виступаючи спонсором та партнером різних телепрограм та заходів, а також запустила «Dance Parade of Kiss FM» який що тижня постійно транслювався на телеканалі М-1 з 2013 до 2019 року.
З травня 2018 року щоп'ятниці о 21:00 виходить радіошоу Ukraine Dancing, в якому звучить україномовна танцювальна музика (переважно - танцювальні ремікси на україномовні пісні, авторські танцювальні треки українською мовою). Автором і ведучим цього радіо шоу є діджей та саундпродюсер Lipich (Богдан-Нестор Ліпич). Радіошоу вперше вийшло в ефір у листопаді 2017 року в ефірі місцевої радіостанції CID FM у Луцьку, а в 2020 році його у своєму блозі підтримав волонтер та громадський діяч Сергій Притула. Після початку російського вторгнення в Україну у лютому 2022 радіошоу тимчасово перестало виходити в ефір, а замість цього виходило лише в Інтернеті, зокрема на сайті радіостанції, SoundCloud та YouTube. З 26 травня 2023 року радіошоу Ukraine Dancing знову повертається в ефір на Kiss FM з ювілейним 300-м випуском. У разі випадання пам'ятної дати на п'ятницю радіошоу не виходить в ефір, а переноситься на суботу.
З початком російського вторгнення в Україну після 24 лютого 2022 року радіостанція почала ретранслювати марафон «Єдині новини», але вже 8 квітня того ж року відновила мовлення прибравши всю російськомовну музику з етеру.

## Покриття
Станом на січень 2022 року мережа Kiss FM налічує 21 передавач. В зоні впевненого прийому перебуває 71 місто України.

## Частоти мовлення
- Київ — 106,5 FM

### Вінницька область
- Вінниця — 90,9 FM

### Дніпропетровська область
- Дніпро — 106,8 FM

### Донецька область
- Донецьк — 105,1 FM — замінений на Радіо DFM (Росія)
- Краматорськ — 107,0 FM
- Маріуполь — 101,7 FM — замінений на Авторадіо (Росія)
- Слов'янськ — 107,0 FM

### Закарпатська область
- Ужгород — 97,9 FM

### Запорізька область
- Запоріжжя — 103,1 FM

### Київська область
- Біла Церква — 107,6 FM

### Кіровоградська область
- Кропивницький — 103,4 FM

### Луганська область
- Луганськ — 106,9 FM

### Львівська область
- Львів — 91,1 FM

### Миколаївська область
- Миколаїв — 102,1 FM

### Одеська область
- Одеса — 101,8 FM

### Полтавська область
- Полтава — 100,6 FM
- Кременчук — 98,8 FM

### Сумська область
- Суми — 101,4 FM

### Тернопільська область
- Тернопіль — 89,0 FM

### Харківська область
- Харків — 102,4 FM

### Херсонська область
- Олешки — 101,2 FM
- Херсон — 101,2 FM

### Хмельницька область
- Хмельницький — 103,6 FM

### Черкаська область
- Черкаси — 105,0 FM

### Автономна республіка Крим
- Євпаторія — 102,5 FM — замінений на Радіо Spirit FM (Росія)
- Севастополь — 107,7 FM — замінений на Радіо КП (Росія)
- Феодосія — 100,1 FM — замінений на Радіо Казак FM (Росія)
- Ялта — 107,5 FM — замінений на Радіо Spirit FM (Росія)

### Сторінки в соцмережах
- Kiss FM у соцмережі «Facebook»
- Kiss FM у соцмережі «Твіттер»
- Канал Kiss FM на YouTube
- Kiss FM  у соцмережі «Instagram»
- Kiss FM у соцмережі «TikTok»

### Інші посилання
- Слухати Kiss FM Ukraine онлайн [1]
- Мобільний застосунок RadioPlayer [2]

1. ↑  Архівована копія. Архів оригіналу за 28 січня 2022. Процитовано 28 січня 2022.{{cite web}}:  Обслуговування CS1: Сторінки з текстом «archived copy» як значення параметру title (посилання)
2. ↑  Архівована копія. Архів оригіналу за 12 лютого 2022. Процитовано 28 січня 2022.{{cite web}}:  Обслуговування CS1: Сторінки з текстом «archived copy» як значення параметру title (посилання)